# 詫間駅
詫間駅（たくまえき）は、香川県三豊市詫間町松崎にある、四国旅客鉄道（JR四国）予讃線の駅である。駅名標には「浦島太郎伝説の駅」と記されている。早朝・深夜帯の特急が停車する。駅番号はY14。

## 歴史
- 1913年（大正2年）12月20日：開業[2]。
- 1971年（昭和46年）11月8日：貨物取扱廃止[2]。
- 1983年（昭和58年）
  - 5月14日：地元が8000万円を負担して、駅舎改築[5]。
  - 7月16日：100km未満の近距離乗車券を発券できる自動券売機が設置され、使用開始する[6]。
- 1985年（昭和60年）3月14日：荷物扱い廃止[2]。
- 1987年（昭和62年）4月1日：国鉄分割民営化に伴い、四国旅客鉄道（JR四国）の駅となる[2]。
- 1994年（平成6年）3月1日：早朝・夜間の駅員配置を取り止め[7]。
- 2020年（令和2年）
  - 3月14日：ICカード「ICOCA」の利用が可能となる[8][9]。ICカード専用簡易改札機で対応。
  - 8月3日：みどりの券売機プラスの利用を開始[3][4][10]。
  - 9月30日：みどりの窓口営業終了。

## 駅構造
島式ホーム1面2線を持つ地上駅。線路の使用方法は1番線が上下本線（制限速度100km/h）、2番線が上下副本線（一線スルー）となっている。
駅舎からホームへ行くには本線である1番線を横断しなければならないため、交換列車が無いときは列車種別に関係なく2番線に入線する（下りはすべて、上りは一部を除く）。
駅舎は1983年に改築された鉄筋コンクリート造平屋建てのものである。駅舎内にはキヨスクが、駅舎外にはウィリーウィンキー詫間店があったが、2016年にいずれも閉店になった。その後、2019年（令和元年）11月22日に三豊市の観光交流局が旧ウィリーウィンキー店舗跡に移転した。また、駅舎外には市営バスのバス停や自転車の駐輪場が整備されている。
社員配置駅（多度津駅助役詫間在勤配置）。早朝と夜間を除き駅員が配置されていている。

### のりば
| のりば | 路線    | 方向 | 行先                             | 備考         |
| ------ | ------- | ---- | -------------------------------- | ------------ |
| 1      | ■予讃線 | 上り | 多度津・高松・岡山方面           | 主に行違い時 |
| 2      | ■予讃線 | 上り | 多度津・高松・岡山方面           |              |
| 2      | ■予讃線 | 下り | 観音寺・新居浜・松山・宇和島方面 |              |

## 利用状況
1日平均の乗車人員は以下の通り。
| 乗車人員推移 | 乗車人員推移 | 乗車人員推移 |
| 年度         | 1日平均人数  | 出典         |
| ------------ | ------------ | ------------ |
| 2004年       | 993          | [ 13 ]       |
| 2005年       | 981          | [ 13 ]       |
| 2006年       | 993          | [ 13 ]       |
| 2007年       | 990          | [ 13 ]       |
| 2008年       | 968          | [ 13 ]       |
| 2009年       | 938          | [ 14 ]       |
| 2010年       | 870          | [ 14 ]       |
| 2011年       | 844          | [ 14 ]       |
| 2012年       | 816          | [ 14 ]       |
| 2013年       | 846          | [ 14 ]       |
| 2014年       | 795          | [ 15 ]       |
| 2015年       | 795          | [ 15 ]       |
| 2016年       | 839          | [ 15 ]       |
| 2017年       | 844          | [ 15 ]       |
| 2018年       | 836          | [ 15 ]       |
| 2019年       | 841          | [ 16 ]       |

## 駅周辺
- 詫間港
- 詫間カントリークラブ（閉鎖）
- タクマステーションホテル
- 三豊市立松崎小学校

## バス路線
三豊市コミュニティバス
- 詫間線
- 詫間三野線
- 高瀬仁尾線
- 仁尾線
- 三野線

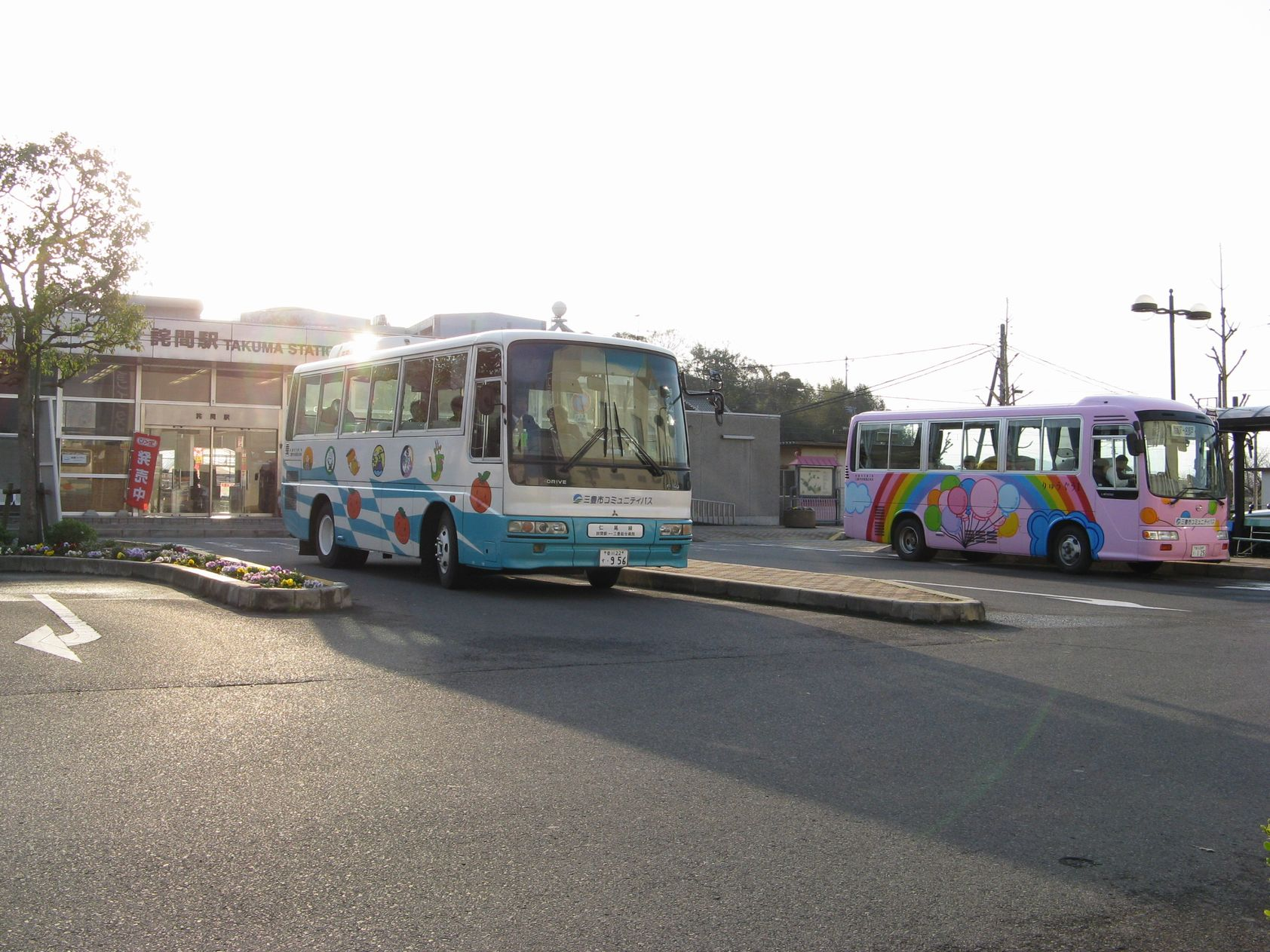
詫間駅前に並ぶ三豊市コミュニティバス
仁尾線（左手前）と詫間線（右奥）

※かつては琴参バスと国鉄バスが駅前より出ていた。琴参バスは蟻の首経由大浜行、国鉄バスは仁尾行であった。

## 隣の駅
四国旅客鉄道（JR四国）
■予讃線
- 特急「しおかぜ」「いしづち」一部停車駅、特急「モーニングEXP高松」停車駅

■快速「サンポート」・■普通
海岸寺駅 (Y13) - （臨）津島ノ宮駅 - 詫間駅 (Y14) - みの駅 (Y15)